# Mirowdorf
Mirowdorf, auch Mirow Dorf, ist ein Wohnplatz der Stadt Mirow im Landkreis Mecklenburgische Seenplatte (Mecklenburg-Vorpommern).

## Geographie

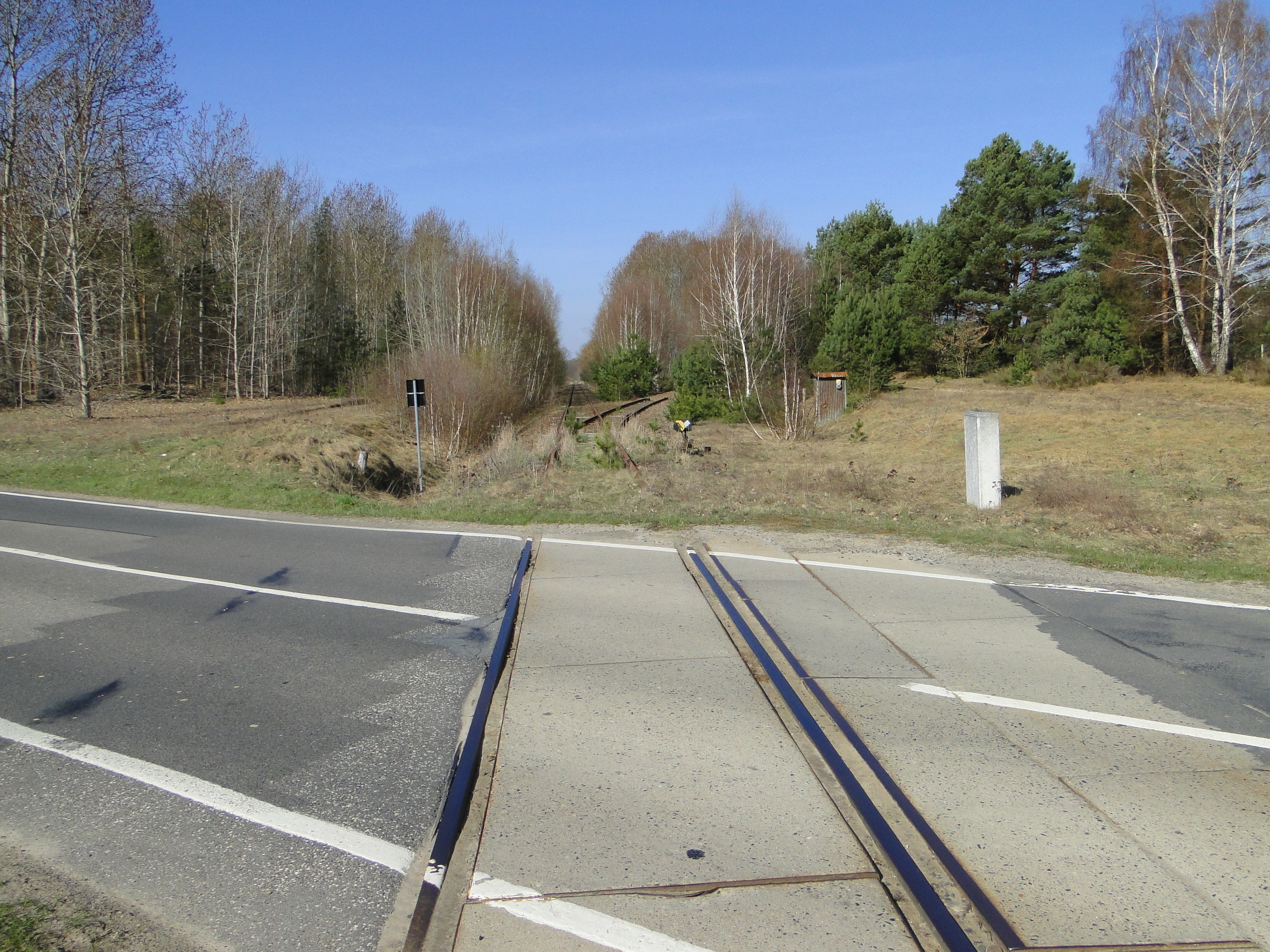
Bahnübergang nahe Mirowdorf, Abzweig Starsow im Hintergrund

Mirowdorf grenzt im Norden und Osten an die Stadt Mirow und liegt direkt am Mirower Kanal. Der Wohnplatz besteht hauptsächlich aus der Starsower Straße (L 25), über die man nach 1 km Starsow und nach 5 km Schwarz erreicht, sowie der Lärzer Straße (K 3), über die man nach 3 km Lärz erreicht.
Die B 198 verläuft direkt hinter der Mirower Schleuse, über die man Wesenberg, Neustrelitz, Stralsund, Fürstenberg/Havel und Berlin erreichen kann.
Die Bahnstrecke Wittenberge - Strasburg verlief südwestlich. 

## Geschichte
1836 bestand der Ort aus 12 Häusern, die an den Flecken Mirow grenzten.

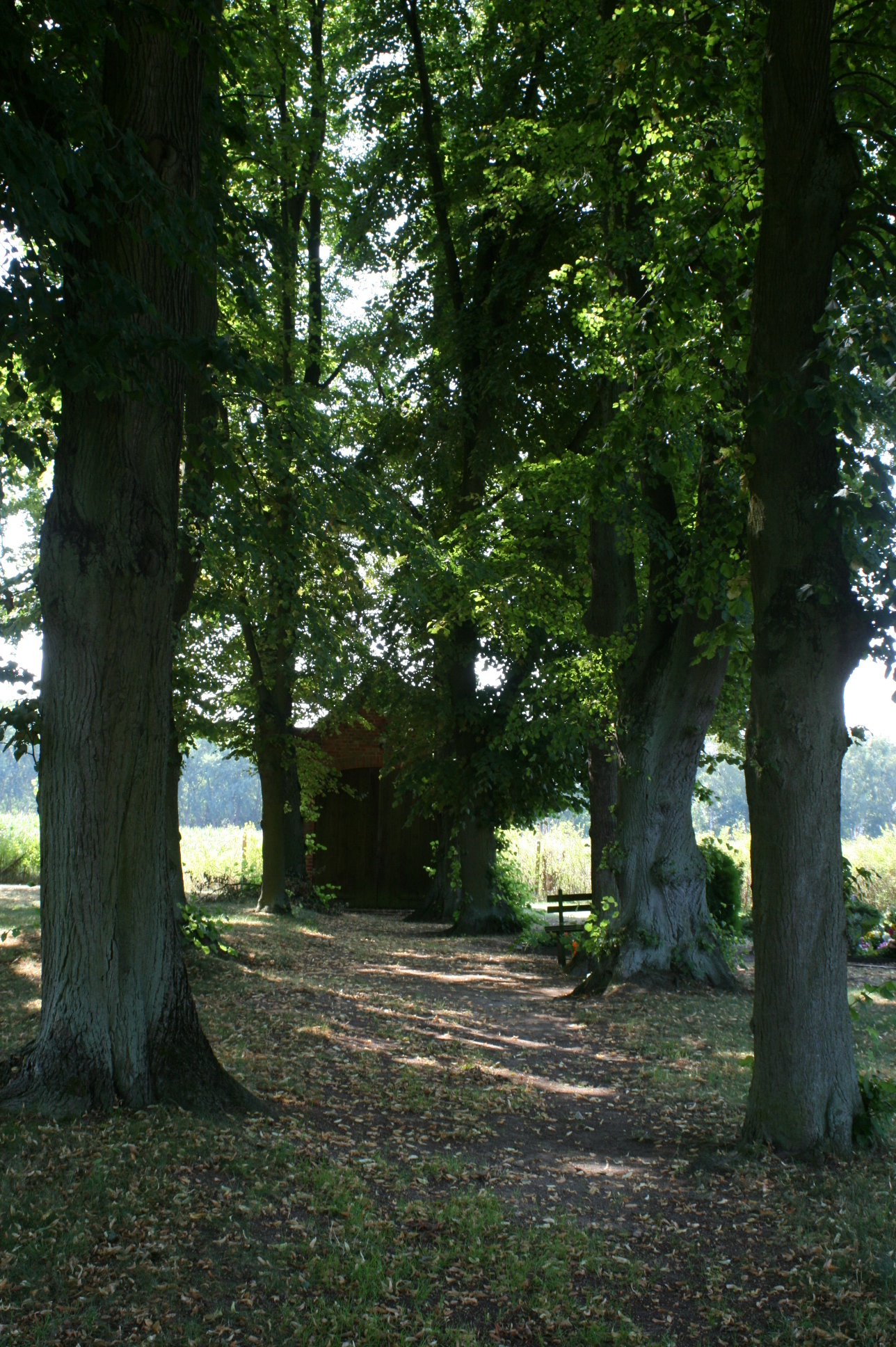
Friedhof am Kanal

Zu DDR-Zeiten wurden zahlreiche neue Einfamilienhäuser gebaut, die das Dorfbild Mirowdorfs prägen.

## Sehenswürdigkeiten
- Jüdischer Friedhof Mirow (Lärzer Straße)
- Friedhof am Kanal (Starsower Straße)